# Działoszyn
Działoszyn – miasto w środkowo-południowej Polsce, w województwie łódzkim, w powiecie pajęczańskim, siedziba gminy miejsko-wiejskiej Działoszyn, położone na obszarze historycznej ziemi wieluńskiej. W latach 1975–1998 miasto administracyjnie należało do województwa sieradzkiego.
Według danych GUS z 31 grudnia 2023 r. miasto liczyło 5239 mieszkańców
Działoszyn leży nad Wartą, tuż przy jej przełomie.

## Historia

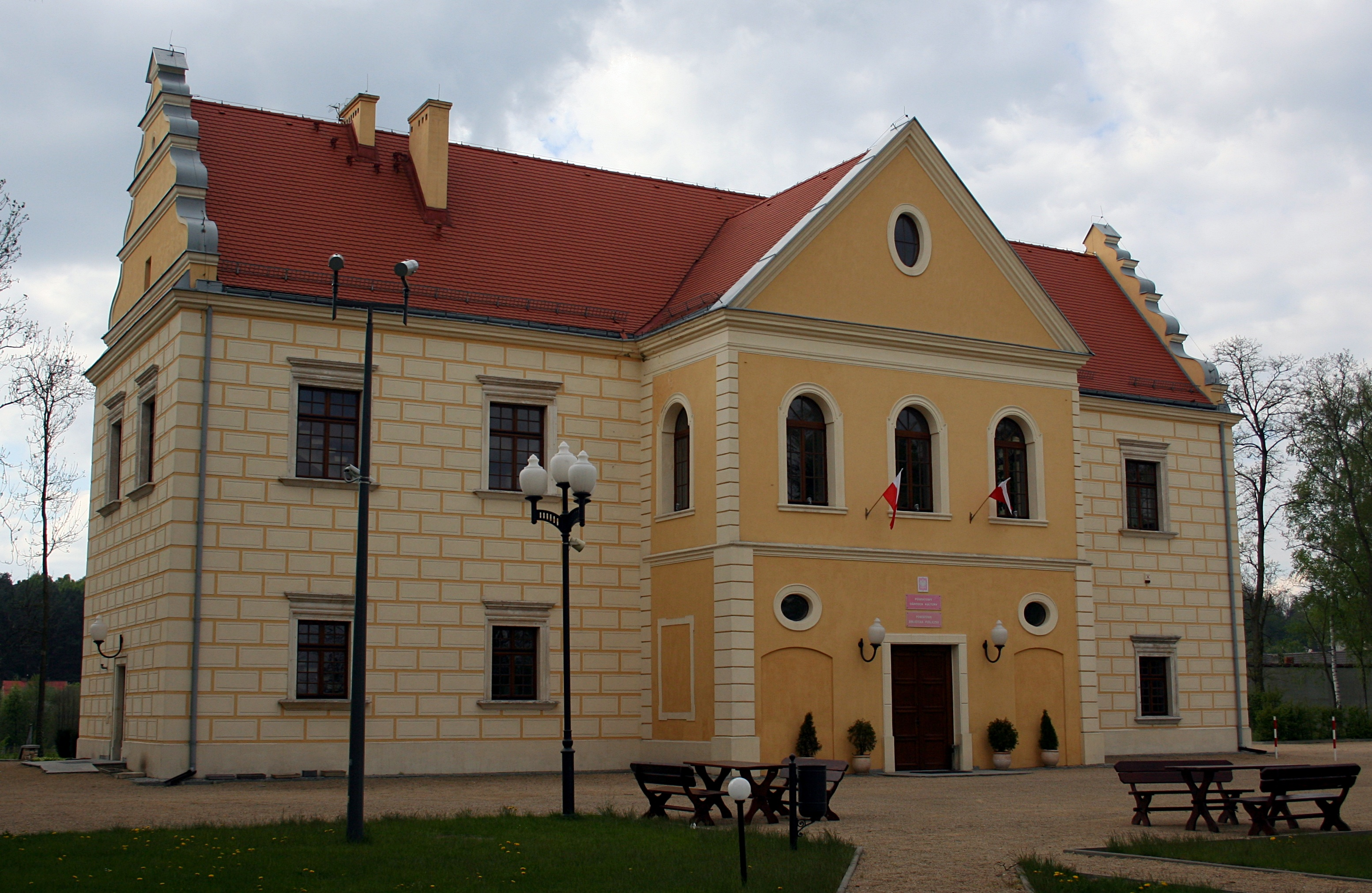
Pałac Męcińskich, obecnie powiatowy ośrodek kultury, mieści Muzeum Regionalne

### Do 1939 r.
Ważna osada na szlaku handlowym między Rusią a Śląskiem. Osada lokowana na prawie magdeburskim, prawa miejskie uzyskała w 1412. Ważny ośrodek kalwinizmu i braci polskich. Doszczętnie zniszczony podczas potopu szwedzkiego. Podczas rozbiorów pod panowaniem pruskim, od 1809 w Księstwie Warszawskim.
Aż do wielkiego pożaru, w którym spłonęła – z powodu drewnianych zabudowań – cała osada, w Działoszynie istniała synagoga o bardzo dużym znaczeniu w skali kraju.

### II wojna światowa
Podczas wojny obronnej 1939 roku miejsce ciężkich walk 30 Dywizji Piechoty gen. Leopolda Cehaka. W odwecie za śmierć generała Dilla, doszczętnie zniszczone w dniach 1–3 września przez lotnictwo niemieckie; według opowiadań niektórych mieszkańców po nalocie zostały w mieście tylko 4 budynki. Niemcy później również nazywali Działoszyn od nazwiska generała Dilla. Podczas okupacji miejscową ludność żydowską wywieziono do obozów koncentracyjnych.

### Czasy powojenne
Od lat 60. XX w. ponowny okres odbudowy. Budowa cementowni w Działoszynie znacznie wpłynęła na okoliczne tereny. W Działoszynie i zarazem siedzibie powiatu Pajęczno, zbudowano nowe osiedla bloków mieszkalnych.1 stycznia 1994 r. Działoszyn odzyskał prawa miejskie.

## Gospodarka
W XIX wieku w Działoszynie istniała fabryka tytoniu i cygar Kronenberga.
Od stycznia 1986 w Działoszynie funkcjonuje Z.P.O i W „ALMAR” zakład zajmujący się przetwórstwem owoców i warzyw.
W 1993 r. została tutaj założona fabryka lodów i mrożonek „Anita”.

## Transport

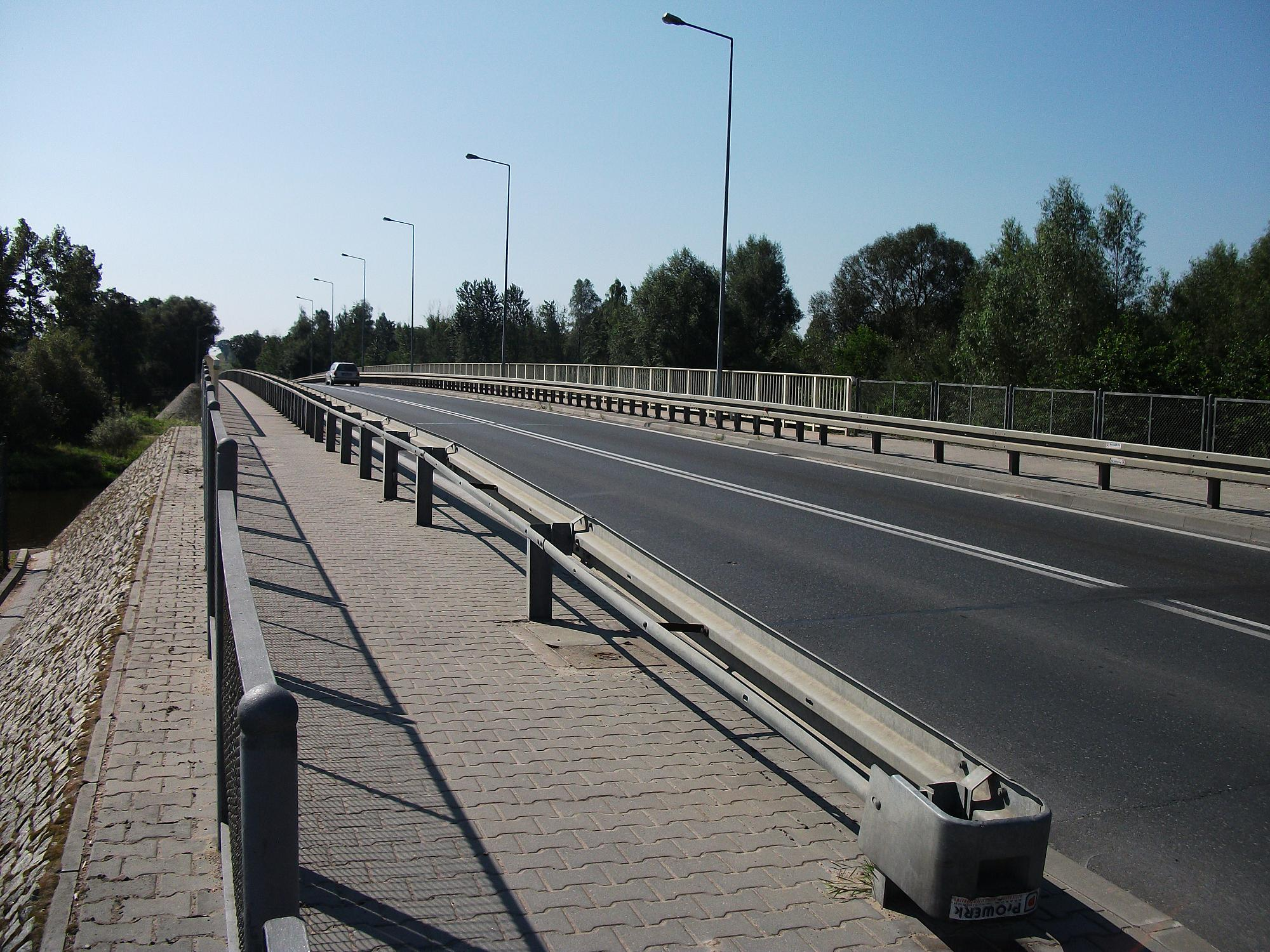
Działoszyn – most przez Wartę w ciągu drogi krajowej 42

### Transport drogowy
Przez Działoszyn przebiega droga krajowa oraz dwie drogi wojewódzkie:
- droga krajowa nr 42 relacji Namysłów – Kluczbork – Działoszyn – Pajęczno – Radomsko – Ostrowiec Świętokrzyski
- droga wojewódzka nr 486 relacji Działoszyn – Wieluń
- droga wojewódzka nr 491 relacji Działoszyn – Częstochowa.

### Transport kolejowy
W pobliżu Działoszyna przebiega linia kolejowa nr 131, na której znajduje się stacja kolejowa Działoszyn (zamknięta dla ruchu pasażerskiego w 2009 r.).

## Turystyka

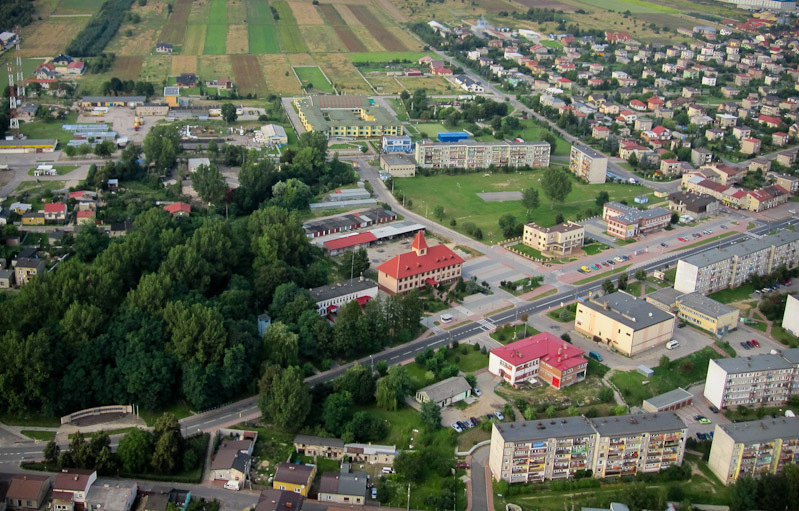
Urząd Miasta i Gminy w Działoszynie – widok z lotu ptaka

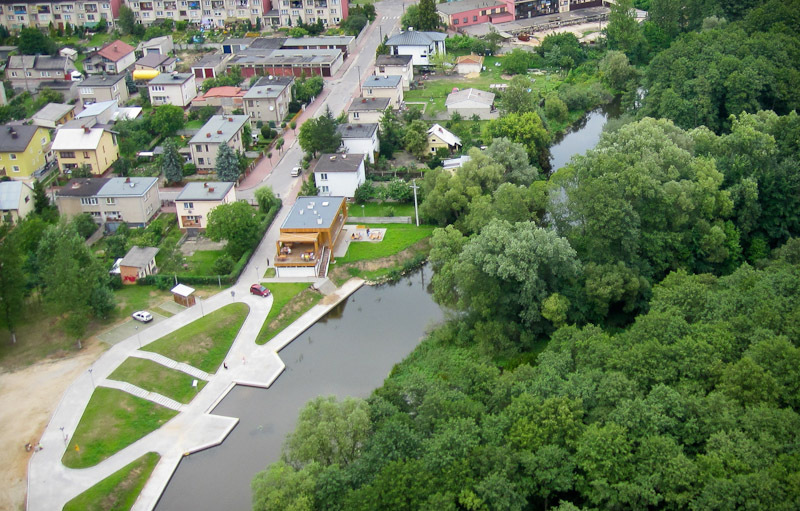
Stanica kajakowa w Działoszynie – widok z lotu ptaka

Na końcu ulicy Zamkowej, na starym mieście znajduje się późnorenesansowy pałac. Obecnie mieści się tam sala wystawowa, sale konferencyjne, galeria lokalnych artystów i restauracja. Dookoła pałacu rozpościera się park, założony na wzór angielski i francuski. Za rynkiem (Placem Wolności) przy ul. Kościelnej stoi kościół pw. Znalezienia Krzyża św. i św. Marii Magdaleny, z XIV wieku.

### Rekreacja
Na wyspie (teren rekreacji i wypoczynku mieszkańców) znajduje się las, plac zabaw, siłownia, oraz boisko sportowe. Przy drodze wylotowej w kierunku cementowni „Warta” znajduje się stadion klubu piłkarskiego Warta Działoszyn; są tam również korty tenisowe, pole do gry w mini golfa, siłownia, pumptrack, skatepark i boisko do koszykówki.

### Przyroda
Od strony zachodniej i południowo-wschodniej Działoszyn otacza las. Na zachodzie, w Załęczańskim Parku Krajobrazowym znajdują się formy skał wapiennych i skamieniałości, głównie amonity.

## Demografia

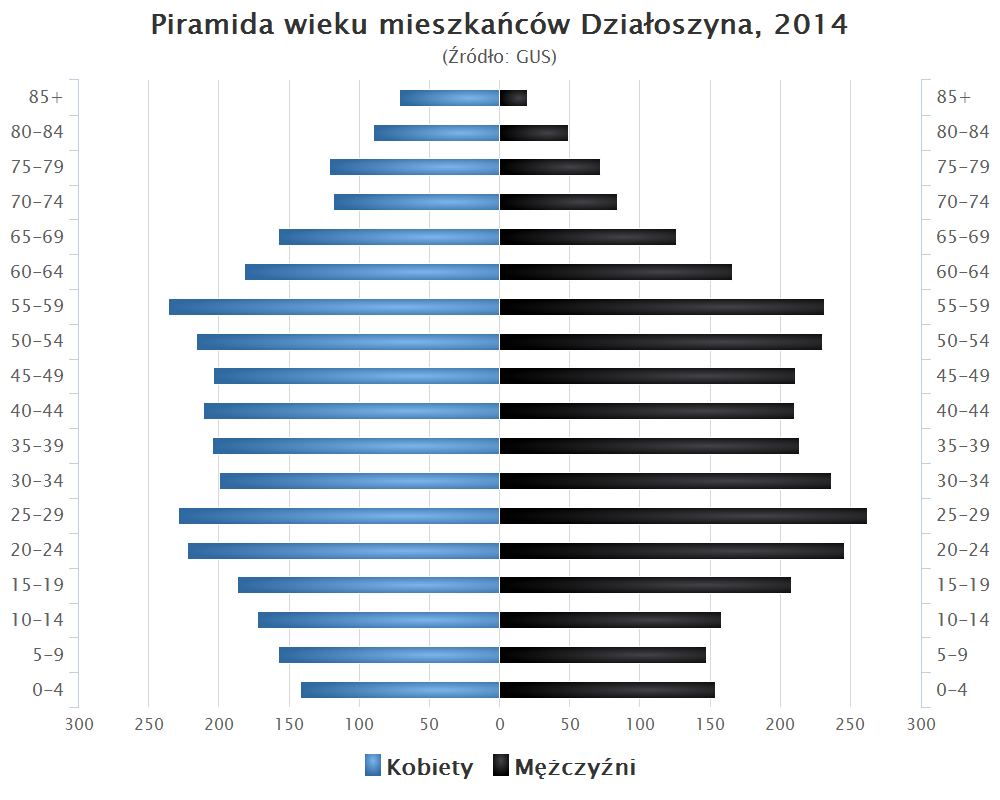
Piramida wieku mieszkańców Działoszyna w 2014 roku

Dane z 31 grudnia 2023:
| Opis      | Ogółem | Ogółem | Kobiety | Kobiety | Mężczyźni | Mężczyźni |
| --------- | ------ | ------ | ------- | ------- | --------- | --------- |
| Jednostka | osób   | %      | osób    | %       | osób      | %         |
| Populacja | 5239   | 100    | 2739    | 52,28   | 2500      | 47,72     |

## Zabytki

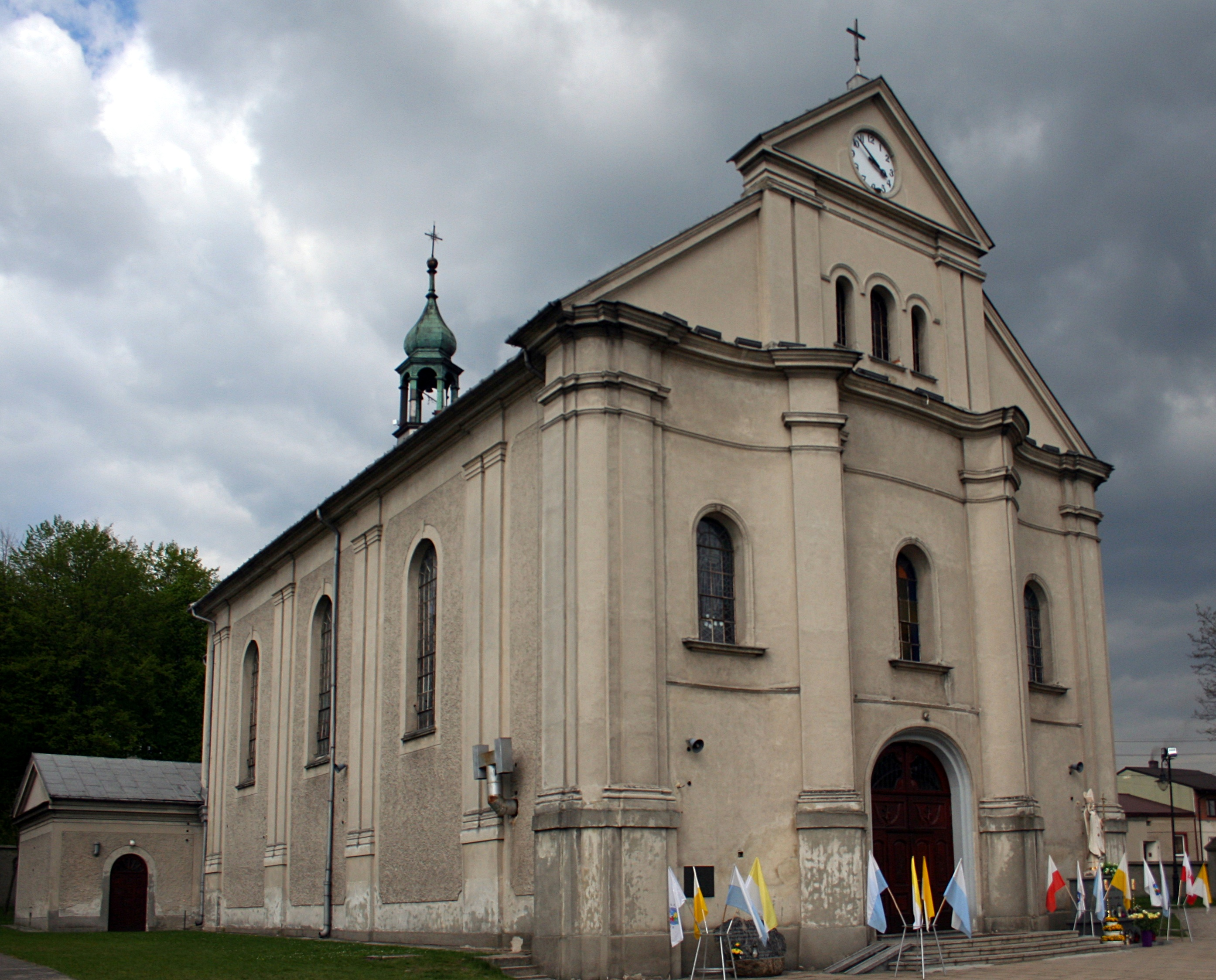
Kościół Znalezienia Krzyża św. i św. Marii Magdaleny

Późnorenesansowy pałac Stanisława Męcińskiego (według tradycji niegdyś stała tu słowiańska świątynia) i kościół parafialny (XVIII wiek).
Według rejestru zabytków Narodowego Instytutu Dziedzictwa na listę zabytków wpisane są obiekty:
- kościół parafialny pw. św. św. Marii i Magdaleny, XVIII/XIX, nr rej.: 646 z 30.08.1967; w 2022 w czasie przebudowy drogi wojewódzkiej nr 486 odkryto pozostałości cmentarza przykościelnego sprzed 300 lat[6]
- dzwonnica, nr rej.: 647 z 30.08.1967
- pałac, XVIII, XX, nr rej.: 248 z 30.08.1967
- elektrownia wodna, drewn., nr rej.: 347 z 6.10.1986

## Szkolnictwo
Na terenie miasta działają:
Żłobki:
- Żłobek im. Kubusia Puchatka

Przedszkola:
- Publiczne Miejskie Przedszkole

Szkoły podstawowe:
- Szkoła Podstawowa im. św. Jana Pawła II

Szkoły ponadpodstawowe:
- Zespół Szkół im. Marii Skłodowskiej-Curie

## Sport
W Działoszynie działa klub sportowy Warta Działoszyn. Prowadzi dwie sekcje: piłki nożnej i siatkówki.
Piłka nożna KS Warta Działoszyn (dawniej: Budowlani Działoszyn), występuje obecnie w lidze okręgowej (spadek w sezonie 2024/2025). Założony został 6 kwietnia 1965. Swoją profesjonalną karierę rozpoczął tu w sezonie 1983/84 Robert Warzycha.
Sekcja siatkówki męskiej KS Warta Działoszyn istnieje od roku 2004. W sezonie 2006/2007 Warta występowała w II lidze.

## Wspólnoty wyznaniowe
- Kościół rzymskokatolicki:
  - parafia św. Marii Magdaleny
  - parafia bł. Michała Kozala

## Podział administracyjny
Obszar miasta Działoszyna podzielony jest na 3 jednostki pomocnicze gminy, nazwane przez Radę Gminy Działoszyn osiedlami. Wyróżnione są one numerami od 1 do 3. W rejestrze TERYT wyróżnionych jest 5 integralnych części miasta. Są to:
- Bugaj
- Koniec
- Podgóry
- Pod Łąkami
- Tomaszówka